# Andrew Chikwaka
Andrew Chikwaka, né le 14 septembre 1996, est un coureur cycliste zimbabwéen.

## Biographie
En juin 2024, il devient double champion national du Zimbabwe, dans la course en ligne et le contre-la-montre. 

## Palmarès et résultats

### Par année
- 2017
  - 2e du championnat du Zimbabwe du contre-la-montre espoirs
  - 2e du championnat du Zimbabwe sur route espoirs
- 2018
  - Tour de Great Dyke[1]
- 2021
  -  Champion du Zimbabwe du contre-la-montre[2]
  - Byo Cycle Tour[3]
- 2022
  - 2e du championnat du Zimbabwe du contre-la-montre
  - 2e du championnat du Zimbabwe sur route
- 2023
  - 2e du championnat du Zimbabwe sur route
- 2024
  -  Champion du Zimbabwe sur route
  -  Champion du Zimbabwe du contre-la-montre
- 2025
  - 3e du championnat du Zimbabwe sur route

### Classements mondiaux
| Année                                 | 2023 | 2024 |
| ------------------------------------- | ---- | ---- |
| Classement mondial                    | 814e | 832e |
| UCI Africa Tour                       | 64e  | 48e  |
|                                       |      |      |
| Légende : nc = non classéSource : UCI |      |      |